# Geely Xingyue S

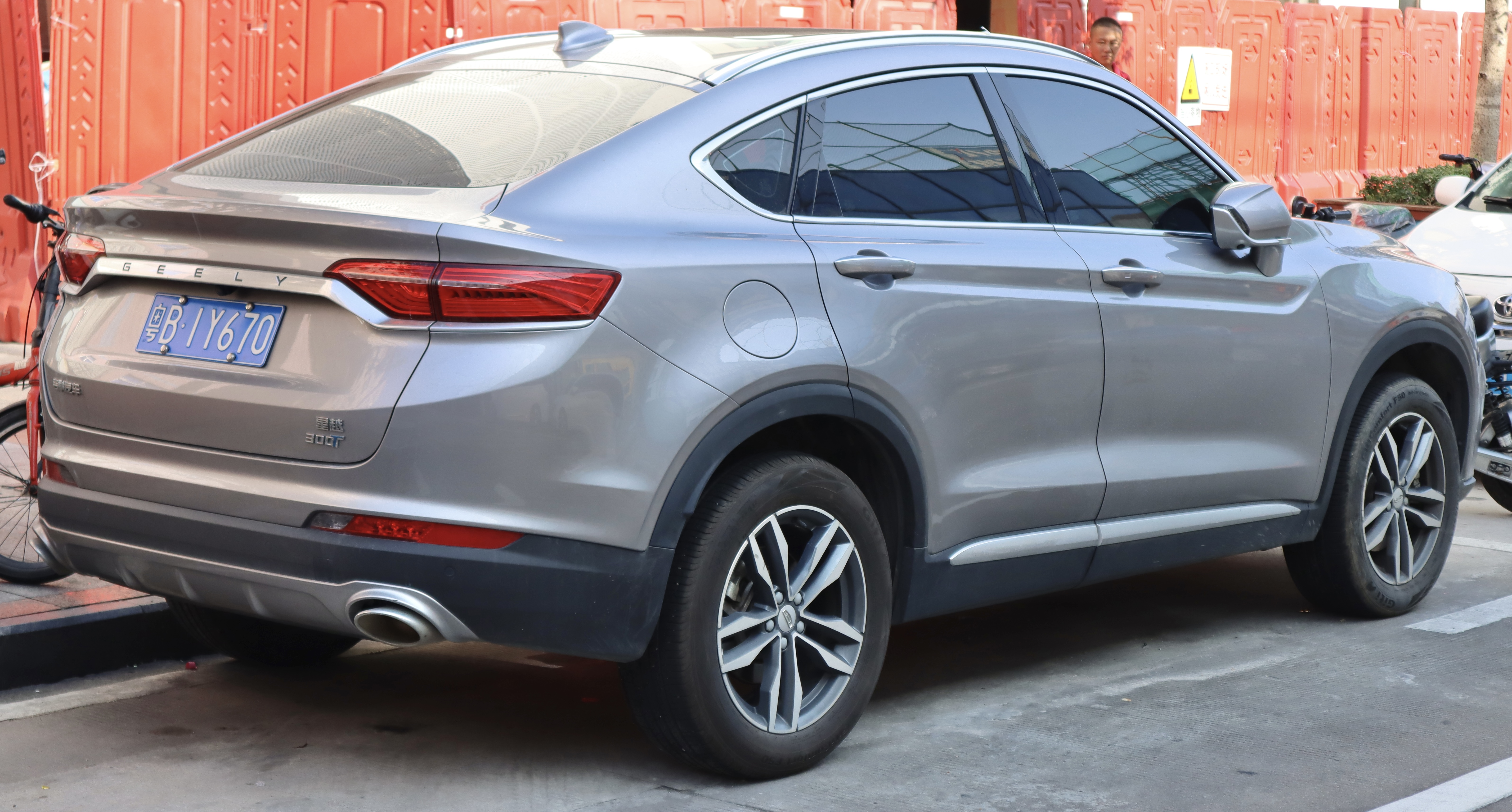
Heckansicht

Der Geely Xingyue S (bis 2021: Geely Xingyue) ist ein SUV-Coupé der Marke Geely des chinesischen Automobilherstellers Geely.

## Geschichte
Das Fahrzeug wurde erstmals im Januar 2019 als Geely FY11 angekündigt. Im Februar 2019 kündigte der Hersteller an, den Wagen als Geely Xingyue vermarkten zu wollen. Der Modellname entstammt einem im Asteroidengürtel entdeckten Asteroiden. Dieser wurde in einer Sternwarte im chinesischen Lijiang entdeckt. Am 15. April 2019 begann der Verkauf des Xingyue in China. Das auf 2.019 Exemplare limitierte Sondermodell Anyeqishi war auch seitdem erhältlich. Die ersten Wagen wurden schließlich im Mai 2019 ausgeliefert. Im Juli 2021 führte Geely mit dem Xingyue S eine überarbeitete Version der Baureihe ein. Anfang 2023 endete der Verkauf der Baureihe in China.
Auf dem russischen Markt wurde die Baureihe von 2020 bis 2024 als Geely Tugella verkauft. Im September 2024 wurde sie dort schließlich das erste Modell der neuen Marke Knewstar. Die Modellbezeichnung lautet fortan Knewstar 001. Die Produktion wurde in ein ehemaliges Werk von Changan Ford im grenznahen Harbin verlagert.

## Technik

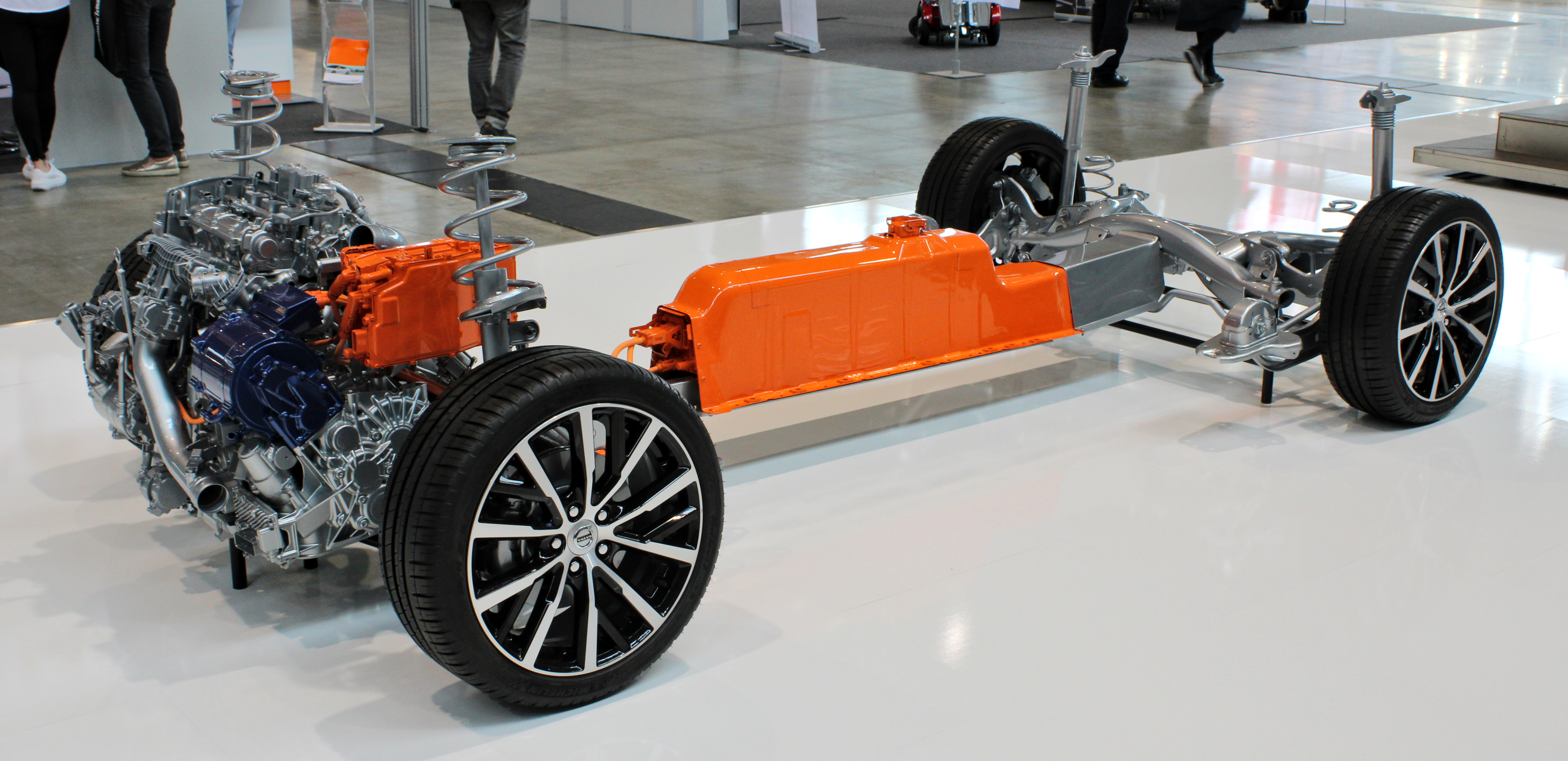
CMA-Plattform

Der Xingyue ist das erste Modell von Geely, das auf der modularen CMA-Plattform (Compact Modular Architecture) aufbaut. Bereits der Volvo XC40 und die Fahrzeuge von Lynk & Co nutzen sie. Auch der ab 2020 angebotene Polestar 2 baut auf dieser Plattform auf.

## Technische Daten
Zum Marktstart im April 2019 war der Xingyue in drei Antriebsvarianten mit Vorderradantrieb erhältlich. Der 350T hat einen 2,0-Liter-Ottomotor mit 175 kW (238 PS), der auch in diversen Volvo-Modellen zum Einsatz kommt. Er ist als einzige Variante gegen Aufpreis auch mit Allradantrieb erhältlich. Der 300T stellt das Einstiegsmodell dar. Er hatte einen 1,5-Liter-Ottomotor, der als Mild-Hybrid mit einem 48-Volt-Bordnetz ausgeführt war. Der 400T ist ein Plug-in-Hybrid, der wahlweise mit einem 11,3 kWh oder 15,2 kWh Lithium-Ionen-Akkumulator bestellt werden kann. Die elektrische Reichweite gibt Geely so mit 56 km bzw. 80 km an. Der Plug-in-Hybrid-Antrieb kommt auch im Lynk & Co 01, im Geely Binrui, im Geely Binyue und im Geely GE zum Einsatz. Mit dem Facelift im Jahr 2021 ersetzte ein 2,0-Liter-Ottomotor den 1,5-Liter-Ottomotor.
|                                             | 260T                             | 300T                                      | 2.0 TD                           | 350T                         | 400T (11,3 kWh)                              | 400T (15,2 kWh)                              |
| Bauzeitraum                                 | 07/2020–07/2021                  | 05/2019–07/2021                           | seit 07/2021                     | seit 05/2019                 | 05/2019–07/2021                              | 05/2019–07/2021                              |
| Motorkenndaten                              |                                  |                                           |                                  |                              |                                              |                                              |
| Motortyp                                    | R3-Ottomotor                     | R3-Ottomotor + Elektromotor (Mild-Hybrid) | R4-Ottomotor                     | R4-Ottomotor                 | R3-Ottomotor + Elektromotor (Plug-in-Hybrid) | R3-Ottomotor + Elektromotor (Plug-in-Hybrid) |
| Motoraufladung                              | Turbolader                       | Turbolader                                | Turbolader                       | Turbolader                   | Turbolader                                   | Turbolader                                   |
| Hubraum                                     | 1477 cm³                         | 1477 cm³                                  | 1969 cm³                         | 1969 cm³                     | 1477 cm³                                     | 1477 cm³                                     |
| max. Leistung Verbrennungsmotor bei min−1   | 130 kW (177 PS) bei 5500/min     | 130 kW (177 PS) bei 5500/min              | 140 kW (190 PS) bei 4700/min     | 175 kW (238 PS) bei 5500/min | 130 kW (177 PS) bei 5500/min                 | 130 kW (177 PS) bei 5500/min                 |
| max. Leistung Elektromotor                  | —                                | 10 kW (14 PS)                             | —                                | —                            | 60 kW (82 PS)                                | 60 kW (82 PS)                                |
| max. Systemleistung                         | —                                | 140 kW (190 PS)                           | —                                | —                            | 190 kW (258 PS)                              | 190 kW (258 PS)                              |
| max. Drehmoment Verbrennungsmotor bei min−1 | 255 Nm bei 1500–4000/min         | 255 Nm bei 1500–4000/min                  | 300 Nm bei 1400–4000/min         | 350 Nm bei 1800–4800/min     | 255 Nm bei 1500–4000/min                     | 255 Nm bei 1500–4000/min                     |
| max. Drehmoment Elektromotor                | —                                | 45 Nm                                     | —                                | —                            | 160 Nm                                       | 160 Nm                                       |
| max. Systemdrehmoment                       | —                                | 300 Nm                                    | —                                | —                            | 415 Nm                                       | 415 Nm                                       |
| Kraftübertragung                            |                                  |                                           |                                  |                              |                                              |                                              |
| Antrieb, serienmäßig                        | Vorderradantrieb                 | Vorderradantrieb                          | Vorderradantrieb                 | Vorderradantrieb             | Vorderradantrieb                             | Vorderradantrieb                             |
| Antrieb, optional                           | —                                | —                                         | —                                | (Allradantrieb)              | —                                            | —                                            |
| Getriebe, serienmäßig                       | 7-Stufen-Doppelkupplungsgetriebe | 7-Stufen-Doppelkupplungsgetriebe          | 7-Stufen-Doppelkupplungsgetriebe | 8-Stufen-Automatikgetriebe   | 7-Stufen-Doppelkupplungsgetriebe             | 7-Stufen-Doppelkupplungsgetriebe             |
| Getriebe, optional                          | —                                | —                                         | —                                | —                            | —                                            | —                                            |
| Messwerte                                   |                                  |                                           |                                  |                              |                                              |                                              |
| Höchstgeschwindigkeit                       | 200 km/h                         | 200 km/h                                  | 200 km/h                         | 210 km/h                     | 195 km/h                                     | 195 km/h                                     |
| Beschleunigung, 0–100 km/h                  | k. A.                            | k. A.                                     | k. A.                            | 6,8 s                        | 7,5 s                                        | 7,5 s                                        |
| Kraftstoffverbrauch auf 100 km (kombiniert) | 6,6 l Super                      | 5,6 l Super                               | 6,8 l Super                      | 7,5 l Super (8,1 l Super)    | 1,2 l Super                                  | 1,6 l Super                                  |
| Tankinhalt                                  | 55 l                             | 55 l                                      | 55 l                             | 55 l                         | 45 l                                         | 45 l                                         |
| elektrische Reichweite                      | —                                | —                                         | —                                | —                            | 56 km                                        | 80 km                                        |

* Werte in runden Klammern gelten für Modelle mit Allradantrieb.